# Kodamaggi, Hirekerur
Kodamaggi là một làng thuộc tehsil Hirekerur, huyện Haveri, bang Karnataka, Ấn Độ.